# 漢諾威 (堪薩斯州)
漢諾威（英語：Hanover）是一個位於美國堪薩斯州華盛頓縣的城市。

## 地方資料
根據2020年美國人口普查的數據，漢諾威的面積為1.55平方千米，當中陸地面積為1.55平方千米，而水域面積為0.00平方千米。當地共有人口690人，而人口密度為每平方千米445.16人。